# أبراهام لينكولن ضد زومبيز
أبراهام لينكولن ضد زومبيز (بالإنجليزية: Abraham Lincoln vs. Zombies)‏ فيلم رعب كوميدي أمريكي تم إصداره عام 2012 من إخراج ريتشارد شينكمان و تأليف ريتشارد شينكمان ، كارل هيرش. و بطولة بيل أوبرست جونيور.

## ملخص قصة
بينما تتصاعد الحرب الأهلية الوحشية ، يجب على أبراهام لينكولن القيام بمهمة أكثر صعوبة للتدمير الكونفدرالية أوندد!.

## روابط خارجية
أبراهام لينكولن ضد زومبيز على موقع IMDb (الإنجليزية)
- أبراهام لينكولن ضد زومبيز على موقع روتن توميتوز (الإنجليزية)
- أبراهام لينكولن ضد زومبيز على موقع نتفليكس (الإنجليزية)
- أبراهام لينكولن ضد زومبيز على موقع قاعدة بيانات الأفلام العربية
- أبراهام لينكولن ضد زومبيز على موقع ألو سيني (الفرنسية)
- أبراهام لينكولن ضد زومبيز على موقع Turner Classic Movies (الإنجليزية)
- أبراهام لينكولن ضد زومبيز على موقع أول موفي (الإنجليزية)
- أبراهام لينكولن ضد زومبيز على موقع فيلمافينيتي (الإسبانية)
- أبراهام لينكولن ضد زومبيز على موقع قاعدة بيانات الأفلام السويدية (السويدية)
- أبراهام لينكولن ضد زومبيز على موقع قاعدة بيانات الفيلم (الإنجليزية)